# Retrato de Robert de Montesquiou
El Retrato de Robert de Montesquiou (Le comte Robert de Montesquiou) es un óleo sobre lienzo de Giovanni Boldini, que data de 1897 y se conserva en el Museo de Orsay de París.

## Historia
Robert de Montesquiou fue un aristócrata y poeta francés simbolista famoso por la excentricidad y elegancia de su estilo de vida. Entre los protagonistas más activos de la vida social del París finisecular, Montesquiou fue un dandi inimitable y uno de los apóstoles más entusiastas de las ideas estéticas de Ruskin y Pater. De hecho, era el árbitro de la elegancia parisina, destacando por su refinada sobriedad en el vestir y su intolerancia hacia la mediocridad burguesa, y no es casualidad que despilfarrara su fortuna viajando, siguiendo la moda, desgranando extravagancias ininterrumpidas y regalándose fiestas fabulosas en las que participó asiduamente la alta sociedad parisina. 
En estos continuos encuentros sociales se encontraba también Giovanni Boldini, un pintor de Ferrara que se había instalado en la 'ciudad luz' con la intención de retratar la mundanidad parisina. Montesquiou y Boldini probablemente ya se conocían desde la década de 1880, aunque la correspondencia real entre ambos no comenzó hasta noviembre de 1890, cuando el dandi francés escribió: «Me diste un Whistler de Boldini», probablemente en alusión al retrato que Boldini hizo del pintor estadounidense en 1887, actualmente conservado en el Museo de Brooklyn. El encargo de un retrato del conde de Montesquiou llegó a Boldini en 1897 de una amiga común, Olga Veil-Picard, una de las damas más refinadas de París. La obra, terminada en 1897, fue expuesta en el Salón de la Sociedad Internacional de Bellas Artes e inmediatamente despertó la ardiente admiración del retratado quien, lleno de burbujeante entusiasmo, envió el siguiente comentario a Boldini:

"Mi querido Boldini, un personaje de Shelley, el mago de Zoroastro, se encontró un día paseando por su jardín. A mí me pasó lo mismo, para mejor, ya que este segundo yo que conocí lleva tu firma. El Pabellón de las Musas está hoy iluminado por un cuadro magistral, que es el retrato de su maestro; y es una idea delicada haber querido decorar la casa modelo en un momento en el que amigos y enemigos coinciden en elogiar tu obra maestra. El agradecimiento del modelo reside en su gran admiración por el pintor, en su profundo cariño por su amigo."

Robert de Montesquiou.

El entusiasmo de Montesquiou nunca se desvaneció, hasta el punto de que en 1900 dedicó un artículo completo a Boldini en la revista Les Mondes, ensalzando su refinamiento y su "parisinidad":

"[Boldini es] un creador inigualable de la coquetería de la "parisina", triple extracto de la "mujer" [...] Aquí, sino una explicación, al menos una aclaración sobre este fenómeno: la representación más sutil de las parisinas de nuestra República confiada a un italiano, como lo fue, en el Segundo Imperio, confiada a un flamenco, Alfred Stevens. Es que, repito, estos artistas exclusivos, y a la vez receptivos a toda belleza, quedan fascinados como mariposas cautivas por la flor embriagadora del aroma complicado, por la forma de seducción múltiple del "eterno femenino" que podría llamarse el "femenino universal": ¡La parisina! Sí, "parisinismo", modernidad, son las dos palabras escritas por el maestro de Ferrara en cada hoja de su árbol de la ciencia y de la gracia."

Montesquiou fue propietario de la obra hasta su muerte en 1921. En 1922, de hecho, la obra estaba presente en las colecciones del museo del Louvre: sólo llegaría a su ubicación actual en 1977, año en el que fue trasladada al Museo de Orsay, donde aún se conserva con el número de catálogo RF 1977 56. 

## Descripción

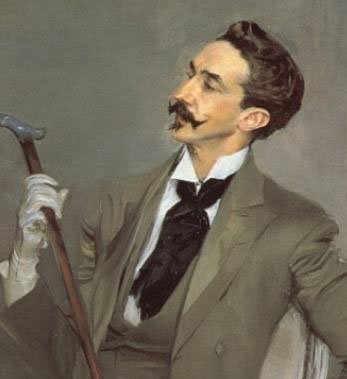
Retrato de Robert de Montesquiou, detalle.

La obra, una de las cumbres del retrato boldiniano, casi parece la trasposición pictórica de un verso introductorio de un poema de Montesquiou perteneciente a la colección Los murciélagos, que decía así: «Soy el soberano de las cosas transitorias». Además, respeta fielmente las prescripciones del propio Montesquiou, que estaba firmemente convencido de que la pintura no debía plantearse demasiado estrictamente como una reproducción "fotográfica" de la realidad: la verdadera finalidad de un retrato, a juicio del poeta, era centrarse en el análisis psicológico de los personajes y las emociones que el propio artista desea transmitir. Esta mezcla entre la identidad del pintor y la del modelo, por otra parte, se hace evidente aquí, donde Boldini no deja de realizar una cuidadosa introspección psicológica, sacando a la luz las peculiaridades de Montesquiou y expresando su opinión personal al respecto. 
El esteticismo desenfrenado de Montesquiou encuentra en esta pintura una de sus cumbres expresivas más vigorosas y explosivas. Consciente del gran legado retratístico de los grandes maestros de los siglos XVI y XVII, Boldini plasma a un auténtico icono de la elegancia de la época e inmortaliza a Montesquiou sentado en una velada mientras contempla el mango de turquesa de su bastón. Este complemento perteneció a Edmond de Goncourt y luego será propiedad de Salvador Dalí. El alargamiento y nerviosismo de la figura no corresponden aquí a resabios manieristas, sino a la realidad: el conde era muy alto y delgado. La pose desequilibrada, con el cuerpo de frente y el rostro de perfil, traduce el movimiento del caballero que se gira en la silla Luis XVI para dirigirse a un interlocutor no visible. Lleva unos refinados guantes de cabritilla blancos y un traje cruzado gris paloma. El poeta se concentra exclusivamente en sí mismo, sin preocuparse en lo más mínimo por el espectador, y delata un desapego indiferente, cuando no un gélido aburrimiento interior: la caracterización de Boldini esboza en Robert de Montesquiou el prototipo de esteta decadente, arrogante y narcisista.
Huysmans habría dado vida literaria a esta actitud en la novela A contrapelo, cuyo protagonista Jean Des Esseintes presenta importantes similitudes con la personalidad de Montesquiou: Des Esseintes también es, en efecto, un aristócrata que, rodeado de un inmenso letargo existencial y de una profunda intolerancia hacia los hábitos del hombre común, lleva una existencia animada por impulsos hedonistas e intelectuales, enteramente dedicada a una búsqueda egoísta de los placeres más refinados. Boldini ciertamente quedó fascinado por la personalidad magnética de Montesquiou, en quien identificó una encarnación moderna del dandi baudelaireano. Una ironía muy sutil, sin embargo, impregna el retrato, que en su conjunto casi parece reprender con buen humor la fe de Montesquiou, fuertemente teñida de una complacencia estetizante.